# Exegetia
Exegetia é um gênero de mariposa pertencente à família Acrolepiidae.